# 푸시 (상하이시)

상하이 위치

푸시(중국어: 浦西, 병음: Pǔxī)는 중국 상하이의 구시가지이다. 상하이에서 가장 많은 면적을 차지하며, 상하이 거주자의 90%가 이곳에 거주한다. 푸시는 글자 그대로 황푸강의 서쪽이라는 뜻으로, 황푸강이 푸둥과 푸시를 나누는 기준이다. 동쪽으로 새롭게 푸둥이 금융의 중심지로 개발되긴 했지만, 여전히 상하이의 문화, 거주, 상업의 중심지에는 변함이 없다.

## 문화와 엔터테인먼트
푸둥을 발전시키려는 노력에도 불구하고, 푸시는 여전히 문화와 엔터테인먼트의 중심지이다. 두개의 주요 쇼핑센터가 화이화이중루와 쉬자후이에 형성되어 있고, 주요 주점 거리, 문화 센터도 이곳에 있다. 와이탄, 상하이대극원, 상하이 박물관 등 대부분의 볼거리가 이곳에 집중되어 있다.